# Smeddammen (Lerbäcks socken, Närke)
Smeddammen är en sjö i Askersunds kommun i Närke och ingår i Motala ströms huvudavrinningsområde.